# Serce dla Ciebie Polsko
Serce dla Ciebie Polsko – trzynasty album studyjny polskiej piosenkarki Danuty Stankiewicz nagrany przy współpracy wokalnej z Mariuszem Jaśko i Filipem Borowskim i wydany 9 listopada 2019 nakładem wytwórni MTJ.

## Lista utworów
CD 1: (utwory w wykonaniu Danuty Stankiewicz i Mariusza Jaśko)
1. Bogurodzica (trad. - trad.) [w wyk. D. Stankiewicz]
2. Rota (Feliks Nowowiejski - Maria Konopnicka) [w wyk. D. Stankiewicz]
3. Przybyli ułani pod okienko (trad. - Feliks Gwiżdż) [w wyk. D. Stankiewicz]
4. O mój rozmarynie (Zygmunt Pomarański - trad., Wacław Denhoff-Czarnocki) [w wyk. M. Jaśko]
5. Wojenko, wojenko (trad. - trad.) [w wyk. D. Stankiewicz]
6. Marsz Pierwszej Brygady (M.D. Tomnikowski - Andrzej Hałaciński, Tadeusz Biernacki) [w wyk. D. Stankiewicz]
7. Dziś do ciebie przyjść nie mogę (Stanisław Magierski - Stanisław Magierski) [w wyk. D. Stankiewicz]
8. Czerwone maki (Alfred Schütz - Feliks Konarski) [w wyk. D. Stankiewicz]
9. Rozszumiały się wierzby płaczące (Wasilij Agapkin - Roman Ślęzak) [w wyk. D. Stankiewicz]
10. Marsz Sybiraków (Czesław Majewski - Marian Jonkajtys) [w wyk. M. Jaśko]
11. Tarcza (Artur Żalski - Stanisław Grochowiak) [w wyk. D. Stankiewicz]
12. Piosenka o komendancie (Włodzimierz Nahorny - Artur Oppman) [w wyk. M. Jaśko]
13. Unia z Litwą (Janusz Sent - Edward Słoński) [w wyk. M. Jaśko]
14. Komendantowi (Mikołaj Hertel - Bolesław Zugmunt Lubicz) [w wyk. D. Stankiewicz]
15. Kopiec Marszałka (Jerzy Franciszek Kamyk - Maria Pawlikowska-Jasnorzewska) [w wyk. M. Jaśko]
16. Piosenka o komendancie (Edward Pałłasz - Artur Oppman) [w wyk. D. Stankiewicz]
17. Ciemne Łazienki (Andrzej Seroczyński - Antoni Słonimski) [w wyk. M. Jaśko]
18. Mazurek Dąbrowskiego (Michał Kleofas Ogiński - Józef Wybicki) [w wyk. D. Stankiewicz]

CD 2: (wiersze Ewa Sonnenschein w interpretacji Filipa Borowskiego, oraz nagrania bonusowe)
1. Krzyk niewoli piórem opowiadaj. Prośba poetów
2. Ech pamięci... Trzy dęby
3. Wolność z letargu się budzi
4. O Tobie dla Ciebie żołnierzu. Czy zapisani są w rejestrze nieba?
5. Śpiew Matek, Żon...
6. Pęknięte lustro czasu
7. Pieśń artystów. Monte Cassino
8. Rok 1939 – 1944
9. Sowieci ze śmiercią na Was czekają
10. Chleb bursztynowy. Skrawek ziemi i nieba
11. Chopin to widział. Książę Poniatowski również
12. Serce do płaczu refleksją ośmieli
13. Psalm już nie lamentu
14. To nie był sen. Wiersz dedykuję pamięci Rotmistrza Witolda Pileckiego. Nie ma śmierci przez zapomnienie
15. Obraz Unii maluj mądrością. Getto w Piotrkowie
16. Z przemówienia J. Piłsudskiego z 5 IX 1924 vol. 1 [fragment oryginalnego przemówienia]
17. Z przemówienia J. Piłsudskiego z 5 IX 1924 vol. 2 [fragment oryginalnego przemówienia]
18. Hymn Związku Żołnierzy Wojska Polskiego – "To przecież nie tak dawno" (Jan Chojnacki - Jan Chojnacki) [w wyk. Wojskowego Zespołu Wokalnego Wiarusy]
19. Dziś do ciebie przyjść nie mogę (Stanisław Magierski - Stanisław Magierski) [podkład muzyczny]
20. O mój rozmarynie (Zygmunt Pomarański - trad., Wacław Denhoff-Czarnocki) [podkład muzyczny]
21. Rozszumiały się wierzby płaczące (Wasilij Agapkin - Roman Ślęzak) [podkład muzyczny]
22. Przybyli ułani pod okienko (trad. - Feliks Gwiżdż) [podkład muzyczny]

## Charakterystyka albumu
Album Serce dla Ciebie Polsko Danuty Stankiewicz to wydawnictwo w całości poświęcone pamięci Patriotów i Żołnierzy Polskich. Artystka zadedykowała album Piotrowi, Czesławowi i Wacławowi Stankiewiczom, oraz Henrykowi Napiórkowskiemu z Rogowa. Krążek powstał przy współpracy wokalnej z wokalistą Mariuszem Jaśko, oraz aktorem Filipem Borowskim. Na płytę złożyły się tradycyjne utwory z nurtu piosenek patriotycznych, religijnych, wojskowych, oraz powojenne pieśni patriotyczne. Aranżacją piosenek na płycie zajęli się: Piotr Kubacki, Czesław Majewski, Ryszard Poznakowski, oraz Zespół Wiarusy pod dyrekcją Elizy Prasowskiej i ppłk. Romualda Detmera, natomiast zarejestrowanie całego materiału miało miejsce w Gruszka Studio w roku 2018. Album oryginalnie ukazał się w roku 2019 na nośniku podwójnej płyty kompaktowej wydanej przez Agencję Artystyczną MTJ (MTJ CD 11187/ MTJ CD 11188), natomiast w tym samym roku trzynaście piosenek z płyty ukazało się na śpiewniku pieśni patriotycznych Nie rzucim ziemi, skąd nasz ród wydanym również przez MTJ (KMTJ 7699397). W 2021 roku dziesięć piosenek z albumu Serce dla Ciebie Polsko w wykonaniu Danuty Stankiewicz umieszczono na kompilacyjnej płycie artystki Zawsze Wierni Ojczyźnie wydanej przez BM Inspiration (GR CD 070P). 6 marca 2020 album miał swoją premierę w serwisach streamingowych.

## Muzycy
- Danuta Stankiewicz, Mariusz Jaśko – śpiew, chóry
- Piotr Kubacki – chóry, instrumenty klawiszowe, gitara akustyczna
- Ryszard Poznakowski – chóry, pianino, gitara elektryczna, instrumenty perkusyjne, instrumenty dęte
- Filip Borowski – recytacje
- Czesław Majewski – fortepian
- Zbigniew Tokarski – skrzypce

## Realizatorzy
- Zdjęcie na okładce – Mikołaj Światowiec
- Projekt graficzny – Mikołaj Światowiec
- Redakcja – Tomasz Lerski